# Begraafplaats van Joncourt
De Begraafplaats van Joncourt is een gemeentelijke begraafplaats in het Franse dorp Joncourt (departement Aisne). De begraafplaats ligt achter de kerk (Église Saint-Martin) in het dorpscentrum. Ze heeft een bijna rechthoekig grondplan en wordt omsloten door een haag en heesters. De toegang bestaat uit een tweedelig traliehek tussen bakstenen zuilen. Drie evenwijdige paden en een kruisend pad verdelen de begraafplaats in vakken. Voorbij de ingang staat rechts een monument voor de gesneuvelde Franse militairen uit de beide wereldoorlogen.  

## Britse oorlogsgraven
Op de begraafplaats liggen vijf Britse gesneuvelden uit de Eerste Wereldoorlog. Drie van hen liggen in groep vooraan op de begraafplaats waaronder een met een private grafzerk en een Keltisch kruis, de twee andere liggen verspreid. Hun graven worden in opdracht van de Commonwealth War Graves Commission door de gemeente onderhouden en staan er geregistreerd onder Joncourd Communal Cemetery.